# 1929年圖瓦政變
1929年圖瓦政變，是發生在圖瓦人民共和國的一次政府內部清洗。圖瓦今天是俄羅斯的一個聯邦主體，1911年辛亥革命後该地形成了一個名義上獨立的國家，帝俄的沙皇尼古拉二世後來吞併該地區。在俄國革命和內戰期間，圖瓦被紅軍，白軍和中華民國军队占領。由布爾什維克黨在1921年8月14日成立唐努圖瓦人民共和國，并宣告獨立。
唐努圖瓦幾年後更名為圖瓦人民共和國，由圖瓦人民革命黨統治，該國當時只有蘇聯和蒙古人民共和國才承認。该国居民主要是圖瓦游牧民族，信仰藏傳佛教（“喇嘛教”）和薩滿教，並在封建制度下生活，1920年代末人口約30萬。正式宣布獨立後，圖瓦遭受持續政治動盪和幾次反布爾什維克叛亂，國家被國際上視為蘇聯的衛星國。它的第一位總理栋杜·库乌拉，是一個前喇嘛，他上台後頒布明確的非苏维埃政策，反對蘇聯的國家無神論。库乌拉在1928年通過一項法律，使藏傳佛教成為國教，並在法律上限制反宗教宣傳，庫烏拉反對斯大林和蘇聯共產黨對他國家的影響，也贊成為所有圖瓦青年引入宗教教育。
蘇聯沒有坐視這些變化，在圖瓦政府建立越來越宗教主導的政治結構的同時，蘇聯為一個新的領導人奠定了基礎，主要是通過在圖瓦青年之間建立聯繫。蘇聯所採取的措施之一是建立了一個“革命青年聯盟”運動，其成員經過軍事訓練，幾個圖瓦青年被送往東方勞動者共產主義大學。在1929年1月圖瓦人民革命黨中央委員會第二次全體會議上，在莫斯科接受教育的五個青年發動了一次成功的政變，肅清了總理库乌拉和他的陣營。新政府發起了一場文化革命，不僅肅清了圖瓦人民革命黨一半的黨員，還通過集體化消滅了該國的封建地主和牧主，強烈迫害喇嘛和其他宗教人物，並摧毀佛教寺廟。一個畫家萨尔察克·托卡，被任命為新的總理，成为图瓦人民共和国实际统治者，库乌拉則在1932年被處決。
圖瓦人民共和國在1944年最終被蘇聯吞併，托卡在1973年去世前仍掌权。